# Caspar Bartholin, o Jovem
Caspar Bartholin, o Jovem, também Caspar Bartholin Secundus, (Copenhague, 10 de setembro de 1655 - 11 de junho de 1738).

De ovariis mulierum et generationis historia epistola anatomica, 1678

Foi um anatomista dinamarquês que descreveu pela primeira vez a glândula de Bartholin no século XVII.
Conhecido também por ter criticado e descartado as reivindicações de descobrimento do clitóris, publicadas no século XV por Matteo Realdo Colombo e Gabriele Falloppio, quando afirmou que o clitóris já era conhecido por anatomistas desde o século II a.C..